# 小行星27974
小行星27974（27974 Drejsl）是一颗绕太阳运转的小行星，为主小行星带小行星。该小行星于1997年10月发现。

## 轨道参数
小行星27974的轨道半长轴为2.6296503 UA，离心率为0.112。